# Route inter-balnéaire
La route inter-balnéaire (espagnol : ruta interbalnearia) est l'une des routes nationales de l'Uruguay. Elle est appelée ainsi car elle traverse les stations balnéaires des départements de Canelones et de Maldonado, et sur les cartes routières, elle est identifiée « IB ». Elle a été nommée « General Líber Seregni » par la loi 18784, en l'honneur de l'homme politique et militaire uruguayen,.
Il s'agit d'une route à quatre voies de 98 km de long, dont le tracé coïncide en partie avec les routes 9, 10 et 99, et en totalité avec la 93.
C'est l'une des routes les plus modernes et les mieux entretenues du pays, ainsi que l'une des plus fréquentées, surtout en été et le week-end, car elle permet d'accéder à des stations balnéaires telles que Atlántida, Parque del Plata, Piriápolis et Punta del Este, qui ont toutes une grande importance touristique au niveau national et international.

## Histoire
Avant la construction de la route inter-balnéaire, la meilleure option pour atteindre les stations situées dans la zone côtière de l'est était le chemin de fer, qui depuis la fin du XIXe siècle atteignait cette zone du département de Canelones. En 1929, la route de Maldonado (routes actuelles 8 et 9) était une route en béton, bien que très étroite pour les véhicules, mais c'était l'autre option pour se rendre à l'est. L'absence d'une route côtière a engendré des situations où on devait parcourir de nombreux kilomètres par la route pour atteindre des stations qui étaient géographiquement très proches. Au milieu des années 1940, la discussion sur la construction de la nouvelle route a commencé jusqu'à la promulgation d'une loi en 1952.
La construction du tronçon entre les ruisseaux Pando et Solís Chico a été autorisée en décembre 1952. La loi 11889 a autorisé la construction d'une route à deux voies sur le tracé de la route 34, entre l'aéroport national de Carrasco et le pont du ruisseau Pando, et sur la route 10 entre ce dernier pont et l’arroyo Solís Chico, suivant le tracé étudié par la Direction des routes passant par le nord des stations balnéaires de cette zone.
En 1956, la construction de ponts sur l’arroyo Solís Chico, El Bagre, La Tuna, Coronilla et Solís Grande a été autorisée. La même année, la bitumisation du tronçon entre la route 101 (près de l'aéroport national de Carrasco) et l’arroyo Solís Chico a également été autorisée.
En 1972 et après de nombreuses années de retard dans sa construction, a été inauguré par le ministre des Travaux publics de l'époque, l'architecte Walter Pintos Risso, le trèfle d'accès à la hauteur de la station Atlántida.
La construction de cette route à deux voies a commencé en avril 1995 et les travaux ont été inaugurés en octobre 2009. La concession avait déjà été signée en 1994 avec la société Consorcio del Este, qui a commencé à percevoir les péages la même année. L'investissement total de la société était de 80,5 millions $. La double voie a été classée en trois sections ; la première, entre les ruisseaux de Pando et de Solís Chico, était déjà construite au moment de l'approbation de la concession, et l'entreprise n'a été chargée que de son entretien. La construction des tronçons entre les arroyos Solís Chico et Solís Grande, et le tronçon entre les arroyos Solís Grande et Portezuelo, étaient à la charge de l'entreprise. La concession a été accordée pour 13 ans et devait expirer en 2007.
En effet, en décembre 2007, la concession de la société Consorcio del Este a pris fin après 13 ans, et le gouvernement a donc repris l'entretien et l'exploitation de la route inter-balnéaire. Auparavant, l'entreprise a réalisé des travaux de resurfaçage et d'éclairage sur le tronçon de la route entre El Pinar et Parque del Plata, ainsi que la signalisation horizontale de ce même tronçon.
Depuis le 20 décembre 2007, l'administration de la route est passée entre les mains de la Corporación Vial del Uruguay (un organisme d'État qui fonctionne sous le régime du droit privé), bien que cette dernière ait dû faire appel aux services de la société concessionnaire précédente jusqu'en avril 2008 pour la perception des péages.
Bien qu'il y ait une double voie entre l'arroyo Pando et Punta del Este, le dernier tronçon entre la route 101 et l’arroyo était absent. Ces travaux ont été achevés en octobre 2009. Le tronçon de 10,5 km est passé d'une voie unique à une double voie. L'ensemble du parcours comporte également des voies parallèles de 6 mètres de large pour le trafic local et les piétons.
Le 20 décembre 2013, l'échangeur situé à l'entrée de la station balnéaire de La Floresta (km 54) a été inauguré. Les travaux ont nécessité un investissement de 6 millions de dollars, et c'est le consortium Interbalnearia Oeste qui a été chargé du projet. La raison de sa construction étant les multiples accidents de la circulation qui se produisaient à l'entrée de la station, le secrétaire d'État a décidé de la construire. Les travaux ont nécessité un total de 10 mois de construction. Il se compose d'un viaduc, par lequel la route 35 passe au-dessus de la route Interbalnearia, et de deux ronds-points sur la route 35 - l'un au nord, l'autre au sud - qui permettent d'effectuer différentes manœuvres lors du changement de route,.

## Tracé
Son tracé commence sur la route 101, à l'est de l'aéroport international de Carrasco, comme une route à 4 voies (2 voies dans chaque direction). Son tracé s'étend comme tel jusqu'au km 83 ; à partir de là et jusqu'à Punta del Este, la route inter-balnéaire coïncide dans son tracé avec les routes nationales 99, 9, 93 et 10. Sur les cartes officielles, les tronçons qui ne coïncident avec aucune autre route nationale sont identifiés par le numéro 200.
Son tronçon entre la route 101 et l’arroyo Pando forme avec les routes 101, 102 et l'avenue de la Américas, un système d'accès et de contournement de la ville de Montevideo par l'est ainsi que de Pando, point de départ de cette route.

## Péages
Les péages situés sur cette route sont les suivants :
| Nom   | Département | Lieu  | Propriétaire                          |
| ----- | ----------- | ----- | ------------------------------------- |
| Pando | Canelones   | km 33 | Corporación Vial del Uruguay (Ciemsa) |
| Solís | Maldonado   | km 81 | Corporación Vial del Uruguay (Ciemsa) |